# Кастел дел Монте (Л'Аквила)
Кастел дел Монте (итал. Castel del Monte) је насеље у Италији у округу Л'Аквила, региону Абруцо.
Према процени из 2011. у насељу је живело 447 становника. Насеље се налази на надморској висини од 1345 м.

## Становништво
| 1931. | 1936. | 1951. | 1961. | 1971. | 1981. | 1991. | 2001. | 2011. |
| ----- | ----- | ----- | ----- | ----- | ----- | ----- | ----- | ----- |
| 2.829 | 2.714 | 2.336 | 1.720 | 1.183 | 827   | 707   | 527   | 447   |

## Партнерски градови
- Somain